# Sant’Elia stadion
A Stadio Sant'Elia egy olasz labdarúgó-stadion Cagliariban. A létesítményt 1970-ben építették, miután a csapat megnyerte a bajnokságot. Elődje az Amsicora Stadion volt.
Eleinte a befogadóképessége 60 ezer körül volt. A legnagyobb létszámot a francia Saint-Étienne ellen jegyezték fel, ami közel 70 ezer főt jelentett. Később jelentős átalakításon ment keresztül a stadion, mivel egyik helyszíne volt az 1990-es labdarúgó világbajnokságnak. Ekkor lecsökkent a létesítmény kapacitása 39 905 főre. A torna mérkőzéseiből hármat rendeztek itt:
- Anglia - Írország (F csoport)
- Anglia - Hollandia (F csoport)
- Anglia - Egyiptom (F csoport)

2002-ben újabb módosítás következett, mivel a csapat ingázott az első és másodosztály között és csökkent a szurkolók száma. A lelátó egy részét közelebb építették a pályához. A befogadóképesség  pedig az eredeti felétől is kevesebb lett, mindössze 23 486 fős. Jelenleg a Cagliari hazai mérkőzéseit játssza itt.
Massimo Cellino, a klub elnöke már elkezdte egy új stadion építésének terveit, ám a városi tanács és Emilio Floris megtagadta a hozzájárulást. Ennek ellenére a projekt tovább folytatódik, Cellino magára vállalta a létesítmény finanszírozását. A tervek szerint az új komplexum 25 ezer férőhelyes lesz. A munkálatok 2009 augusztusában kezdődtek.

## Lásd még
- Cagliari
- Cagliari Calcio